# قواناولوق (صمصاد)
قواناولوق (بالكردية: Birîman‏) (بالتركية: Kovanoluk)‏ هي قرية كرديّة تتبع إداريّاً لمديرية صمصاد في محافظة أديامان التركية، بلغ عدد سكانها 32 نسمة في عام 2021.